# Jean-Baptiste Louis de La Roche
Pour les articles homonymes, voir La Roche.
Jean-Baptiste Louis de La Roche, né vers 1700, mort en 1780 à Paris, est un homme d'Église, docteur en Sorbonne et prédicateur du roi. Moraliste, écrivain et éditeur scientifique, il est l'auteur, entre autres, des Œuvres mélées (1732), Panégyriques des saints (1740), et de La Belle Vieillesse (1747) ainsi que d'un recueil de Pensées et Maximes publié en 1767.